# Richard Temple
Richard Barker Cobb Temple (Londres, Anglaterra, 2 de març, 1846 - Idem. 19 d'octubre, 1912), va ser un cantant d'òpera, actor i director d'escena anglès, més conegut per les seves actuacions en els papers de baríton baix a la famosa sèrie d'òperes còmiques de Gilbert i Sullivan.
Després d'una carrera d'òpera a Londres i a tota la Gran Bretanya, començant el 1869, Temple es va unir a la "D'Oyly Carte Opera Company" el 1877. Allà, va crear la majoria dels papers de baríton baix a les Òperes de Savoia, com segueix: Sir Marmaduke a The Sorcerer (1877), Dick Deadeye a H.M.S. Pinafore (1878), el rei pirata a la producció londinenca de The Pirates of Penzance (1880), el coronel Calverley a Patience (1881), Arac a Princess Ida (1884), el personatge principal de The Mikado, Sir Roderic a Ruddigore i Sergeant Meryll a The Yeomen of the Guard (1888). També va interpretar els papers de baríton de Strephon a la producció original de Iolanthe (1882), i Giuseppe a la producció de Nova York de The Gondoliers (1890).
Durant les dues dècades següents, Temple va interpretar o dirigir una varietat d'òperes còmiques, comèdies musicals i obres de teatre, i va cantar en concerts, tant a Londres com de gira. També va ensenyar interpretació i va dirigir produccions a escoles de música, principalment al "Royal College of Music".
Temple va néixer a Londres, ers el fill gran de Richard Cobb, un corredor de borsa de Yorkshire, i la seva dona, Eliza Barker. Va treballar com a dependent de banc i caixer i va començar a cantar i actuar com a amateur. El 1867 va participar en un concert benèfic per a "St Patrick's Benevolent Fund" al costat de Rose Hersee, i l'any següent va actuar a The Foster Sister al "Haymarket Theatre", produït per Thomas Coe, un destacat professor. Temple va fer el seu debut professional al Crystal Palace  el maig de 1869 com el comte Rodolfo a La sonnambula. Aviat va cantar a Lucia di Lammermoor, va interpretar Pablo a The Rose of Castille i va ser el rei a Maritana. Posteriorment va recórrer les províncies amb companyies d'òpera i òpera bouffe, interpretant el paper principal a Rigoletto de Verdi, entre d'altres. I a partir d'aquí va seguir una llarga carrera d'exitoses actuacions durant molts anys.

## Mort
Després d'una malaltia d'uns 18 mesos, es va celebrar un concert benefici per a Temple el setembre de 1912. Temple va morir a l'Hospital Charing Cross de Londres el mes següent a l'edat de 66 anys. Temple és interpretat per Timothy Spall a la pel·lícula de Mike Leigh de 1999, Topsy-Turvy. El seu fill Richard William Cobb Temple (1872–1954) es va convertir en actor a Gran Bretanya i Amèrica. Estava casat amb l'estrella del teatre musical Evie Greene.

## Enregistraments
Temple va fer alguns registres el 1902–03 per a la Gramophone & Typewriter Company. Les seves interpretacions de "A More Humane Mikado" i "O Better Far to Live and Die" apareixen al CD de Pearl, The Art of the Savoyard (CD GEMM 9991).